# Obiezione (diritto statunitense)
Nel diritto degli Stati Uniti d'America un'obiezione è una protesta formale levata in un'aula di giustizia durante un processo per impedire la risposta di un testimone o l'assunzione di un'altra prova, ritenute in violazione di qualche regola processuale. Tipicamente si solleva un'eccezione dopo che la controparte ha posto una domanda al teste, ma prima che questi possa rispondere, o quando la controparte sta per introdurre qualcosa come elemento di prova. Il giudice allora prende una decisione (ruling) sul fatto che l'obiezione sia sustained (il giudice concorda con l'obiezione e vieta la domanda, la testimonianza o altro elemento di prova) o overruled (il giudice non concorda con l'obiezione e ammette la domanda, la testimonianza o altro elemento di prova). Un avvocato può scegliere di "riformulare" la domanda cui si è obiettato, a patto che il giudice lo consenta. I legali devono fare obiezione prima che ci sia la risposta alla domanda (cui volevano opporsi). La ricerca indica che obiezioni frequenti degli avvocati non maldispongono i giurati.

## Obiezioni in generale
Un avvocato può opporre un'obiezione anche contro una decisione del giudice, per mantenere il diritto di impugnare quella decisione. In alcune circostanze, il tribunale può avere la necessità di tenere una sorta di udienza preprocessuale e di emettere sentenze probatorie per risolvere questioni importanti come la giurisdizione personale o l'imposizione di sanzioni per una condotta assai scorretta delle parti o dei consulenti. Come nel caso dei processi, una parte o il suo avvocato di solito solleva obiezioni alle prove presentate in udienza per chiedere al tribunale di ignorare prove o argomentazioni non ammissibili, nonché per conservare tali obiezioni come fondamento di appelli interlocutori o definitivi contro tali sentenze.
Si usano comunemente obiezioni anche nelle deposizioni durante il processo di discovery per mantenere il diritto di escludere che tale testimonianza sia considerata come prova a favore, o contro, una successiva mozione, come la mozione per giudizio abbreviato.

## Eccezioni
Storicamente, nel processo, un avvocato doveva prontamente proporre un'"eccezione" (dicendo "Eccepisco" e continuando con una ragione) immediatamente dopo che era stata respinta un'eccezione per conservarla per l'appello, o altrimenti si intendeva che avesse permanentemente rinunciato all'obiezione. Inoltre, alla fine del processo, l'avvocato doveva depositare un bill of exceptions ("libello di eccezioni") che elencava tutte le eccezioni per cui intendeva appellare — poi il giudice lo avrebbe firmato e sigillato, rendendolo parte dei documenti da esaminare in grado di appello.
Il bill of exceptions era una vestigia dell'antica prassi inglese per cui le parti presentavano oralmente le loro richieste (recitando a voce le loro asserzioni e i loro motivi in pubblica udienza) e la corte si pronunciava oralmente su tali richieste, mentre il cancelliere registrava ciò che era emerso in forma riassuntiva, nei verbali della corte. Inizialmente, i tribunali inglesi svilupparono l'abitudine di evitare il riesame in appello delle loro sentenze facendo in modo che i cancellieri non registrassero alcune decisioni che negavano o disconoscevano varie questioni sollevate dalle parti in causa. Il parlamento risolse il problema con il 31º capitolo dello Statuto di Westminster del 1285, che obbligò i giudici di udienza ad apporre il sigillo del proprio ufficio sul bill of exceptions di ciascuna parte, che a sua volta diventava parte integrante del documento di appello.
Da quando si affermò l'uso nei tribunali americani di impiegare stenografi giudiziari per avere trascrizioni scritte accurate, complete e testuali dei procedimenti, avvocati e giudici arrivarono a riconoscere che le eccezioni non erano necessarie perché l'obiezione stessa e il suo contesto documentato nel verbale sono tutto quanto veramente occorre al giudice di appello per risolvere un punto controverso. A partire dagli anni 1930 le eccezioni furono abolite nelle corti federali ed anche in molte corti di Stato (federato). Ad esempio, la California non ha abolito formalmente le eccezioni, ma le ha semplicemente rese superflue, trattando pressoché ogni decisione processuale come se fosse stata automaticamente oggetto di eccezione.

## Obiezione continuata
Un'obiezione continuata è quella che un avvocato pone ad una serie di domande su un punto correlato. Può essere sollevata un'obiezione continuata, a discrezione della corte, per conservare la possibilità di appellare riguardo a una questione senza distrarre il soggetto preposto a decidere sul fatto (sia esso una giuria, o il giudice) invocando l'obiezione ad ogni domanda. Si pone un'obiezione continuata quando l'obiezione in sé è respinta, ma il giudice di udienza permette un'obiezione continuata tacita sul punto in modo che vi siano meno interruzioni. Ne è esempio il caso in cui un avvocato potrebbe essere giudicato negligente per non essersi opposto ad una particolare serie di domande connesse, sebbene gli siano state respinte le precedenti obiezioni.

## Lista di obiezioni
Di seguito un elenco di giusti motivi per obiettare alla domanda rivolta ad un testimone.
- Ambiguous, confusing, misleading, vague, unintelligible: la domanda non è abbastanza chiara e precisa perché il teste possa rispondere adeguatamente.
- Arguing the law: l'avvocato sta insegnando la legge alla giuria.
- Argumentative: la domanda espone una tesi invece che porre un quesito.
- Asked and answered: quando lo stesso avvocato continua a porre la medesima domanda che ha già formulato, ottenendo una risposta. Di solito si vede nell'esame diretto da parte dell'avvocato che ha indicato quel teste (l'altro legale ha facoltà di controinterrogarlo), ma non sempre.
- Asking a question unrelated to an intelligent exercise of a peremptory challenge or challenge for cause ("fare una domanda non correlata all'esercizio intelligente di una peremptory challenge[7] o di una contestazione per causa"): se l'avvocato avversario pone una tale domanda durante il voir dire (cioè il processo di selezione della giuria).
- Asks the jury to prejudge the evidence: la giuria non può promettere di votare in un certo modo, se pure certi fatti venissero dimostrati.
- Assumes facts not in evidence: la domanda assume che sia vero qualcosa di cui non è stata fornita alcuna prova. Nella sua forma più severa, questa obiezione presenta ovvi problemi di bootstrapping, dato che l'esame del teste deve pur iniziare da qualche parte. Per ovviare a tale difficoltà, le corti di solito permettono qualche domanda vaga all'inizio dell'esame, ma si aspettano che l'avvocato usi le risposte così suscitate come fondamento dell'esame su questioni più specifiche e rilevanti.
- Badgering: l'avvocato sta vessando il teste per provocare una reazione, sia facendo domande domande senza dare al teste l'opportunità di rispondere sia canzonando apertamente il testimone.
- Best evidence rule: impone che ci si riferisca alla fonte originale di prova, se disponibile; per esempio, invece di interrogare il teste sul contenuto di un documento, va prodotto come prova il documento stesso. Va prodotto come prova il documento originale invece della copia, ma spesso i giudici ammettono le copie, se non vi è discussione sulla loro autenticità. Alcuni documenti sono esentati (generalmente non è consentito costituire prove sulle dicerie) dalla regola sulle prove per "sentito dire".[8]
- Beyond the scope: una domanda posta nel contro-esame del teste dev'essere pertinente e diretta, e così via.
- Calls for a conclusion: la domanda sollecita un'opinione invece che dati di fatto.
- Calls for speculation: la domanda invita il teste ad indovinare la risposta invece che fare affidamento su fatti noti.
- Compound question: domande multiple poste assieme.
- Counsel is testifying: un avvocato (che ovviamente non ha giurato di dire il vero, come farebbe un teste) sta facendo una dichiarazione su un fatto senza prove separate. L'avvocato deve fare domande al teste e non "testimoniare alla giuria".
- Foundation: la domanda si riferisce a questioni di cui non è dimostrato che il teste abbia una personale conoscenza.
- Hearsay: una dichiarazione extragiudiziale utilizzata per provare il fatto per il quale viene proposta la dichiarazione. Tuttavia, nella maggior parte dei sistemi giuridici esistono diverse eccezioni alla regola contro il sentito dire.[8]
- Incompetent: il teste non è qualificato per rispondere alla domanda.
- Inflammatory: la domanda è volta a creare pregiudizio.
- Irrelevant o immaterial: la domanda non riguarda le questioni del processo.
- Leading question (solo nell'esame diretto del teste): la domanda suggerisce al teste la risposta. Questo tipo di domande è consentito se l'avvocato che svolge l'esame ha ricevuto il permesso di trattare il teste come "ostile".[9] Le leading question sono ancora ammesse nel contro-interrogatorio (domande poste dall'avvocato che non ha proposto quel teste), visto che i testi chiamati dalla controparte si presumono ostili.
- Misstates evidence / misquotes witness / improper characterization of evidence: ("errata indicazione delle prove / citazione errata del testimone / caratterizzazione impropria delle prove") questa obiezione viene spesso respinta, ma si può usare per segnalare un problema a teste, giudice e giuria.[10]
- Narrative: la domanda chiede al teste di riferire un racconto piuttosto che fatti specifici. Questa obiezione non è sempre corretta anche quando una domanda invita a una risposta narrativa, poiché la testimonianza narrativa può essere richiesta o preferita per le circostanze del caso.
- Privilege: il teste può rifiutarsi di rispondere a certe domande per un "privilegio" accordato dalla legge (ad esempio, in relazione al segreto professionale in taluni casi).

Alcune delle precedenti obiezioni possono essere applicate anche alla risposta del testimone, in particolare per quanto riguarda hearsay, privilege, e relevance. L'obiezione di forma, che riguarda la formulazione di una domanda piuttosto che il suo oggetto, non è di per sé un motivo di obiezione distinto, ma una categoria che comprende l'ambiguità, il suggerire la risposta, la complessità e altri. Le regole del tribunale variano a seconda che un'"obiezione di forma", di per sé, conservi l'obiezione a verbale o richieda ulteriori specificazioni.
I giusti motivi per obiettare contro una prova materiale comprendono:
- Best evidence rule o prova hearsay: impone che sia acquisita la fonte originale di prova, se disponibile. Tuttavia, alcuni documenti sono "auto-autenticanti" ai sensi della Rule 902, come (1) documenti pubblici nazionali sigillati, (2) documenti pubblici nazionali non sigillati, ma recanti la firma di un pubblico ufficiale, (3) documenti pubblici stranieri, (4) copie autenticate di documenti pubblici, (5) pubblicazioni ufficiali, (6) giornali e periodici, (7) iscrizioni commerciali e simili, (8) documenti riconosciuti (ad esempio, da un notaio), (9) carta commerciale e documenti correlati, (10) presunzioni ai sensi degli Atti del Congresso, (11) documenti nazionali certificati di attività regolarmente svolte, (12) documenti stranieri certificati di attività regolarmente svolte.[8]
- Fruit of the poisonous tree: la prova fu ottenuta illegalmente, o i metodi investigativi che portarono alla sua scoperta erano illegali. Può essere aggirata, vedasi inevitable discovery.[12]
- Incomplete: l'avvocato avversario introduce solo parte dello scritto (conversazione/atto/dichiarazione), avulso dal contesto. Per effetto della regola probatoria che prevede la completezza, le altre parti possono attivarsi per introdurre ulteriori porzioni dello stesso documento.[13] Quando sia presentato per l'esame qualsiasi documento, il giudice e le altre parti possono ottenerne una copia completa e non parziale. Se si presenta ad un teste un documento a sorpresa, questi deve poter avere il tempo di studiarlo prima di rispondere a qualsiasi domanda.
- Lack of foundation: manca documentazione sull'autenticità o sulla fonte della prova.
- More prejudicial than probative: secondo la Federal Rule of Evidence 403, il giudice ha facoltà di escludere una prova se "il suo valore probatorio è notevolmente inferiore al pericolo di arrecare ingiusto pregiudizio, confusione delle questioni, o di fuorviare la giuria,"

I giusti motivi per obiettare contro la risposta di un testimone comprendono, non in via esclusiva:
- Narrative: il teste sta esponendo un racconto in reazione ad una domanda che non ne aveva bisogno. Non tutte le risposte sono suscettibili a questa obiezione, dato che spesso le domande inducono ad una risposta narrativa, specie in caso di esame diretto (teste interrogato dalla parte che lo ha proposto).
- Non-responsive: la reazione del teste costituisce risposta ad una domanda diversa, o non costituisce alcuna risposta.
- Nothing pending: il teste continua a parlare di questioni irrilevanti per la domanda. Per esempio, un avvocato che chiede, "Sua madre ha chiamato?" e ottiene la risposta, "Sì, ha chiamato alle 3:00", può obiettare sull'ultima parte. Gli avvocati possono usare questa obiezione selettivamente (per evitare di infastidire la corte) quando un testimone aggiunge alle risposte osservazioni fuori luogo.

## Speaking objection
Un'obiezione che vada oltre la dichiarazione di un motivo corretto, come quelli elencati supra, viene chiamata speaking objection (cioè un'obiezione "discorsiva"). Le corti di solito scoraggiano le speaking objection e possono sanzionarle quando ostacolano il processo legale, sia ritardando il procedimento, sia aggiungendo al verbale materiale non probatorio. Le Federal Rules of Civil Procedure stabiliscono che durante le deposizioni le obiezioni siano formulate "in modo conciso, non argomentativo e non suggestivo". Ad ogni modo le speaking objection compaiono nella prassi e talvolta sono usate, con cautela, per comunicare la natura dell'obiezione a una parte che non ha una formazione giuridica.